# Castrocalbón
Castrocalbón és un municipi de la província de Lleó, a la comunitat autònoma de Castella i Lleó. Inclou les pedanies de Calzada de la Valdería, San Félix de la Valdería i Felechares de la Valdería.

## Demografia
| 1991 | 1996 | 2001 | 2004 |
| ---- | ---- | ---- | ---- |
| 1495 | 1449 | 1363 | 1254 |